# Nicolás Coronel
Nicolás Juan Coronel (Barcellona, 17 ottobre 1991) è un rugbista a 15 e rugbista a 7 argentino, attivo nel ruolo di utility back nel rugby a 15 ed internazionale per l'Argentina nella disciplina del rugby a 7.

## Biografia
Nicolás nasce a Barcellona, in Spagna; originariamente canottiere, cresce rugbisticamente in Argentina, formandosi nel Club Atlético Estudiantes di Paraná, dove il padre Jorge era un giocatore noto.
Nel 2015 disputa una stagione al Duendes di Rosario nel Nacional de Clubes.
Nell'estate 2015 torna in Spagna al Bathco Rugby Club, squadra di prima divisione spagnola.
Nel 2016 viene ingaggiato in Italia dalla S.S. Lazio in Eccellenza; nella stagione successiva disputa la RFU Championship con 
i Cornish Pirates in Inghilterra, prima di fare ritorno alla S.S. Lazio nel 2018-19.
Nell'estate 2020 firma un contratto che lo legherà al club di Rovigo.

### Carriera internazionale
Nel 2014 viene convocato con l'Argentina per disputare gli ultimi due tornei dell'IRB Sevens World Series 2013-2014, Scotland Sevens e London Sevens.
Nel 2015 disputa nuovamente le Sevens World Series, giocando nei tornei di Wellington e Las Vegas.

## Palmarès
- Campionati italiani: 1
Rovigo: 2020-21